# Weezer (álbum de 2008)
Weezer, também conhecido como The Red Album, (em português: O Álbum Vermelho), é o sexto álbum de estúdio da banda americana de rock alternativo Weezer, lançado a 3 de junho de 2008. Rick Rubin e Jacknife Lee ajudaram a produzir o álbum. Tal como o álbum de estreia da banda de 1994 Weezer (The Blue Album) (e ao contrário da maioria das gravações que tinham Rivers Cuomo como compositor e vocalista), outros membros da banda contribuíram na composição. Este foi o primeiro, e até agora o único, álbum dos Weezer em que todos os membros da banda foram vocalistas.
| Críticas profissionais | Críticas profissionais |
| Avaliações da crítica  | Avaliações da crítica  |
| Fonte                  | Avaliação              |
| ---------------------- | ---------------------- |
| Allmusic               | [ 3 ]                  |
| NME                    | [ 4 ]                  |
| Pitchfork Media        | [ 5 ]                  |
| Rolling Stone          | [ 6 ]                  |

O vídeo do primeiro single do álbum "Pork and Beans" rapidamente se tornou o vídeo mais visto na Internet no fim-de-semana após o seu lançamento. Adicionalmente, a pouco convencial Hootenanny Tour (em português: Digressão Zé-Ninguém) substituiu as típicas digressões de concertos de rock para promover o álbum. As vendas de Weezer estiveram abaixo do seu antecessor de 2005, Make Believe, o qual se certificou Ouro (500000 cópias), e no qual Weezer durou o mesmo tempo a vender 300000 cópias.

## Faixas
| N.º            | Título                                                           | Compositor(es)              | Duração |  |
| 1.             | "Troublemaker"                                                   | Rivers Cuomo                | 2:44    |  |
| 2.             | "The Greatest Man That Ever Lived (Variations on a Shaker Hymn)" | Rivers Cuomo                | 5:52    |  |
| 3.             | "Pork and Beans"                                                 | Rivers Cuomo                | 3:09    |  |
| 4.             | "Heart Songs"                                                    | Rivers Cuomo                | 4:06    |  |
| 5.             | "Everybody Get Dangerous"                                        | Rivers Cuomo                | 4:06    |  |
| 6.             | "Dreamin'"                                                       | Rivers Cuomo                | 5:12    |  |
| 7.             | "Thought I Knew"                                                 | Brian Bell                  | 3:01    |  |
| 8.             | "Cold Dark World"                                                | Rivers Cuomo, Scott Shriner | 3:51    |  |
| 9.             | "Automatic"                                                      | Patrick Wilson              | 3:07    |  |
| 10.            | "The Angel and the One"                                          | Rivers Cuomo                | 6:46    |  |
| Duração total: | Duração total:                                                   | Duração total:              | 41:23   |  |

### Faixas Bónus
Faixas Bónus da Edição Deluxe dos Estados Unidos, Reino Unido e Japão
| N.º | Título         | Compositor(es)             | Duração |  |
| 11. | "Miss Sweeney" | Rivers Cuomo, Sarah C. Kim | 4:02    |  |
| 12. | "Pig"          | Rivers Cuomo               | 4:02    |  |
| 13. | "The Spider"   | Rivers Cuomo               | 4:43    |  |
| 14. | "King"         | Scott Shriner              | 5:11    |  |

Faixas Bónus da Edição Standard & Deluxe do Reino Unido e Japão e das Edições da Alemanha, Argentina, Austrália, Brasil, Coreia do Sul, México e Rússia
| N.º | Título                            | Compositor(es)   | Duração |  |
| 15. | "The Weight" (Cover dos The Band) | Robbie Robertson | 4:30    |  |

Faixas Bónus da Edição Standard & Deluxe do Reino Unido e Japão
| N.º | Título                                          | Compositor(es)                 | Duração |  |
| 16. | "Life's What You Make It" (Cover dos Talk Talk) | Mark Hollis, Tim Friese-Greene | 3:33    |  |

Faixas Bónus da Edição Standard & Deluxe do Japão
| N.º | Título                     | Compositor(es) | Duração |  |
| 17. | "Meri Kuri" (Cover de BoA) | Kwon Bo Ah     | 5:25    |  |

Faixas Bónus do iTunes
| N.º | Título       | Compositor(es) | Duração |  |
| 18. | "It's Easy"  | Brian Bell     | 3:10    |  |
| 19. | "I Can Love" | Rivers Cuomo   | 3:49    |  |